# Định lý Arzela-Ascoli
Định lý này được mang tên của hai nhà toán học người Ý Cesare Arzelà (1847-1912) và Giulio Ascoli, (1843–1896).
Định lý nêu ra một tiêu chuẩn để xác định khi nào một tập các hàm liên tục từ một không gian metric compact đến một không gian metric là compact trong không gian tô pô của sự hội tụ đều.

## Phát biểu
Cho {\displaystyle \mathbb {X} } là một không gian metric compact và {\displaystyle \mathbb {Y} } là một không gian metric. Khi đó, một tập con {\displaystyle \mathbb {F} } của {\displaystyle C(\mathbb {X} ,\mathbb {Y} )} là compact nếu và chỉ nếu nó liên tục đồng bậc, bị chặn từng điểm và đóng.
Trong đó, {\displaystyle C(\mathbb {X} ,\mathbb {Y} )} là không gian metric với phần tử là tất cả các hàm liên tục từ {\displaystyle \mathbb {X} } tới {\displaystyle \mathbb {Y} } và metric được xác định bởi công thức {\displaystyle d(f,g)=\max _{X}d(f(x),g(x))}.
Tập con {\displaystyle \mathbb {F} } được gọi là bị chặn từng điểm nếu với mọi {\displaystyle x\in \mathbb {X} }, tập hợp 
{\displaystyle \{f(x):f\in \mathbb {F} \}} là bị chặn trong {\displaystyle \mathbb {Y} }.
Tập {\displaystyle \mathbb {F} } được gọi là liên tục đồng bậc trên {\displaystyle \mathbb {X} } nếu {\displaystyle \forall x_{0}\in X,\ \forall \epsilon >0,\ \exists \delta >0,\ \forall f\in \mathbb {F} ,\ \forall x\in X:\ d(x,x_{0})<\delta \Rightarrow d(f(x),f(x_{0}))<\epsilon }

## Lưu ý
Đây là sự tổng quát hóa của định lý Ascoli bởi Cesare Arzelà.